# Кортъю
Кортъю (устар. Корть-Ю) — река в России, протекает в Республике Коми.

## География
Устье реки находится в 80 км по правому берегу реки Великая Охта. Длина реки составляет 37 км. Корть-Ю начинается из болот на западе Сысольского района Республики Коми, в 6 км к северо-западу от п. Шугрэм (Баняяг). Большую часть течения течёт по территории Прилузского района. Основное направление течения — северо-запад. Река течёт по лесной, ненаселённой местности. Течение у реки спокойное, падение небольшое. В 0,3 км от устья, по левому берегу реки впадает река Атлас. В 18 км от устья, по левому берегу реки впадает река Лунью.

## Данные водного реестра
По данным государственного водного реестра России относится к Двинско-Печорскому бассейновому округу, водохозяйственный участок реки — Вычегда от города Сыктывкар и до устья, речной подбассейн реки — Вычегда. Речной бассейн реки — Северная Двина.
Код объекта в государственном водном реестре — 03020200212103000024600.